# Кеннеди, Нина
Нина Кеннеди (англ. Nina Kennedy; род. 5 апреля 1997, Перт) — австралийская легкоатлетка, специализирующаяся в прыжках с шестом. Чемпионка мира 2023 года, чемпионка Игр Содружества 2022 года, бронзовый призёр чемпионата мира 2022 года. Участница Олимпийских игр 2020 года. Трёхкратная чемпионка Австралии (2018, 2021, 2022). Обладательница национального рекорда — 4,90 м (2023).

## Биография
Нина Кеннеди родилась 5 апреля 1997 года в Перте. Занимается прыжками с шестом с 2010 года. Тренируется под руководством Александра Парнова. В 2013 году Нина дебютировала на международной арене на чемпионате мира среди юношей.
В 2023 году на чемпионате мира по лёгкой атлетикев Будапеште Нина, разделив подиум с Кэти Мун, выиграла золото с результатом 4,90 метров.

## Основные результаты
| Год  | Соревнования                 | Место проведения          | Место    | Результат |
| ---- | ---------------------------- | ------------------------- | -------- | --------- |
| 2013 | Чемпионат мира среди юношей  | Донецк, Украина           | 5        | 4,05 м    |
| 2014 | Чемпионат мира среди юниоров | Юджин, США                | 4        | 4,40 м    |
| 2015 | Чемпионат мира               | Пекин, Китай              | —        | NM        |
| 2016 | Чемпионат мира среди юниоров | Быдгощ, Польша            | —        | NM        |
| 2018 | Чемпионат мира в помещении   | Бирмингем, Великобритания | 8        | 4,60 м    |
| 2018 | Игры Содружества             | Голд-Кост, Австралия      | 3        | 4,60 м    |
| 2021 | Летние Олимпийские игры      | Токио, Япония             | 22 (кв.) | 4,40 м    |
| 2022 | Чемпионат мира               | Юджин, США                | 3        | 4,80 м    |
| 2022 | Игры Содружества             | Бирмингем, Англия         | 1        | 4,60 м    |
| 2023 | Чемпионат мира               | Будапешт, Венгрия         | 1        | 4,90 м    |